# Ringer-Weltmeisterschaften 2016
Die Ringer-Weltmeisterschaften 2016 fanden im Dezember 2016 in Budapest statt.
Es wurden insgesamt nur in 6 Klassen Weltmeisterschaften ausgetragen, die nicht olympisch sind.

## Medaillenspiegel
| Rang  | Land                | Gold | Silber | Bronze | Gesamt |
| ----- | ------------------- | ---- | ------ | ------ | ------ |
| 1     | Russland            | 2    | 1      | 1      | 4      |
| 2     | Vereinigte Staaten  | 1    | 1      | 0      | 2      |
| 3     | Ungarn              | 1    | 0      | 2      | 3      |
| 4     | Japan               | 1    | 0      | 0      | 1      |
| 4     | Volksrepublik China | 1    | 0      | 0      | 1      |
| 6     | Kasachstan          | 0    | 1      | 1      | 2      |
| 7     | Moldau              | 0    | 1      | 0      | 1      |
| 7     | Georgien            | 0    | 1      | 0      | 1      |
| 7     | Türkei              | 0    | 1      | 0      | 1      |
| 10    | Aserbaidschan       | 0    | 0      | 2      | 2      |
| 11    | Rumänien            | 0    | 0      | 1      | 1      |
| 11    | Usbekistan          | 0    | 0      | 1      | 1      |
| 11    | Kirgisistan         | 0    | 0      | 1      | 1      |
| 11    | Iran                | 0    | 0      | 1      | 1      |
| 11    | Mongolei            | 0    | 0      | 1      | 1      |
| 11    | Kanada              | 0    | 0      | 1      | 1      |
| Total | Total               | 6    | 6      | 12     | 24     |

## Männer

### Griechisch-römischer Stil
| Event | Gold                         | Silber                 | Bronze                      |
| ----- | ---------------------------- | ---------------------- | --------------------------- |
| 71 kg | Bálint Korpási Ungarn        | Daniel Cataraga Moldau | Hassan Aliew Aserbaidschan  |
| 71 kg | Bálint Korpási Ungarn        | Daniel Cataraga Moldau | Ilie Cojocaru Rumänien      |
| 80 kg | Ramazan Abacharajew Russland | Aslan Atem Türkei      | Jonibek Otabekow Usbekistan |
| 80 kg | Ramazan Abacharajew Russland | Aslan Atem Türkei      | Laszlo Szabo Ungarn         |

### Freistil
| Event | Gold                             | Silber                      | Bronze                               |
| ----- | -------------------------------- | --------------------------- | ------------------------------------ |
| 61 kg | Logan Stieber Vereinigte Staaten | Beka Lomtadse Georgien      | Akhmed Chakajew Russland             |
| 61 kg | Logan Stieber Vereinigte Staaten | Beka Lomtadse Georgien      | Akhmednabi Gvarzatilow Aserbaidschan |
| 70 kg | Magomed Kurbanalijew Russland    | Nurlan Bekzhanow Kasachstan | Elaman Dogdurbek Kirgisistan         |
| 70 kg | Magomed Kurbanalijew Russland    | Nurlan Bekzhanow Kasachstan | Mostafa Hosseinkhani Iran            |

## Frauen

### Freistil
| Event | Gold                           | Silber                           | Bronze                          |
| ----- | ------------------------------ | -------------------------------- | ------------------------------- |
| 55 kg | Mayu Mukaida Japan             | Irina Ologonowa Russland         | Otgontsetseg Davaasukh Mongolei |
| 55 kg | Mayu Mukaida Japan             | Irina Ologonowa Russland         | Aiyim Abdilina Kasachstan       |
| 60 kg | Xingru Pei Volksrepublik China | Allison Ragan Vereinigte Staaten | Emese Barka Ungarn              |
| 60 kg | Xingru Pei Volksrepublik China | Allison Ragan Vereinigte Staaten | Linda Morais Kanada             |